# لوکا جمللو
لوکا جمللو (انگلیسی: Luca Gemello؛ زادهٔ ۳ ژوئیهٔ ۲۰۰۰) بازیکن فوتبال است.
وی همچنین در تیم‌های ملی فوتبال زیر ۱۷ سال ایتالیا و زیر ۱۸ سال ایتالیا بازی کرده‌است.